# 氯化银
氯化銀是銀的氯化物，化学式AgCl。它是白色晶体，因难溶于水及感光性闻名。它在光照或加热下会分解成银与氯气，因此样品会变成灰色、黑色或紫色。其天然礦物稱為角銀礦。
氯化银可由复分解反应制备，用于摄影及pH计中的电极。

## 制备
氯化银与大部分氯化物不同，它难溶于水。它可轻易通过硝酸银水溶液与可溶氯化物（如氯化钠和氯化钴）复分解反应制备，反应会立刻产生氯化银沉淀：:46
{\displaystyle {\ce {AgNO3 + NaCl -> AgCl(v) + NaNO3}}}
{\displaystyle {\ce {2 AgNO3 + CoCl2 -> 2 AgCl(v) + Co(NO3)2}}}
银与王水反应也会产生氯化银，但氯化银难溶的性质会阻碍反应。氯化银也是密勒法的副产物。银在密勒法中会与氯气在高温下反应，生成氯化银。:21

## 历史
氯化银的历史可追溯到古代。古埃及人会通过将银矿石与盐一起焙烧，然后分解反应产生的氯化银，得到金属银。:19不过，氯化银直到1565年才被乔治·法布里丘斯发现是一种银化合物。氯化银是古时候许多精炼银的方法中的中间体。举个例子，在1843年开发的奥古斯汀法（Augustin process）中，含有少量银的铜矿石会被氯化，产生的氯化银会用溶解度较高的卤水萃取。:32
17世纪时，人们发现如果将氯化银暴露于阳光下，其颜色会变暗。1727年，约翰·亨里奇·舒尔兹用硝酸银制造出首个含银胶片。1816年，约瑟夫·尼塞福尔·涅普斯在胶片中使用了氯化银。

## 结构
氯化银的晶體結構與氯化钠的晶體結構相同，皆为面心立方晶系，其中每个Ag+离子都被六个Cl−离子以正八面体形结构包围。氟化银和溴化银也具有类似的结构。
将氯化银加压至6.6 GPa，其晶体结构会转变成单斜晶系的KOH结构。继续加压至10.8 GPa则会转变成正交晶系的TlI结构。

## 反应

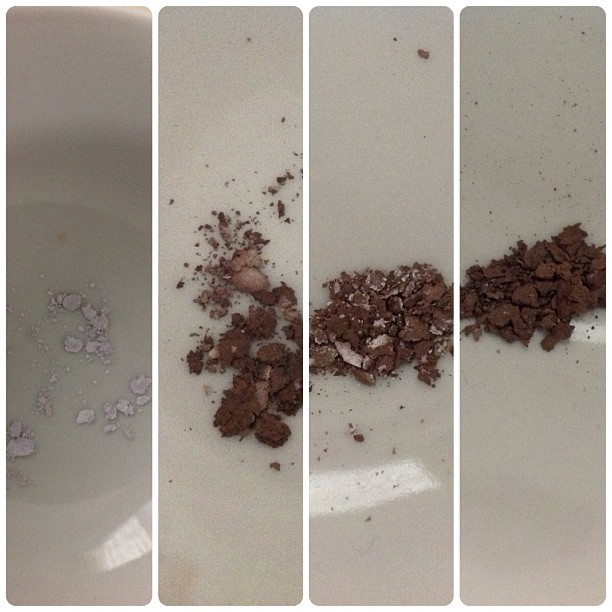
在紫外光照下，氯化银逐渐分解

氯化银在光照下会迅速分解成金属银和氯。此反应可用于摄影和胶片。反应方程式如下：
Cl− + hν → Cl + e−（激发氯离子，使其电离，电离出来的电子进入导带）
Ag+ + e− → Ag（银离子得到电子，变成银原子）
由于反应涉及的银原子通常位于晶格缺陷或杂质处，电子会完全被银原子捕获，因此此反应不可逆。
氯化银可溶于含有氯化物、氰化物、三苯基膦、硫代硫酸盐、硫氰酸盐、氨等配体的溶液。这是因为氯化银会与这些配体反应，产生配合物：:25–33
{\displaystyle {\ce {AgCl (s) + 2 CN^- (aq) -> Ag(CN)2^- (aq) + Cl^- (aq)}}}
{\displaystyle {\ce {AgCl (s) + 2 S2O3^2- (aq) ->(Ag(S2O3)2)^3- (aq) + Cl^- (aq)}}}
{\displaystyle {\ce {AgCl (s) + 2 NH3(aq) -> Ag(NH3)2+ (aq) + Cl^- (aq)}}}
该反应用于氰化法中，可把银矿石转化成可溶于水的二氰合银酸盐，还原后者则得到银。:26
氯化银不与硝酸反应，但可与热浓硫酸反应，产生硫酸银。硫酸银可与硫酸继续反应，生成硫酸氢银，而稀释溶液后又可重新得到硫酸银。此反应可用于从铂族元素中分离银。:42

### 鉴别
氯化银能夠溶解在稀的氨溶液中，而溴化银与碘化银则不能：
AgCl + 2 NH3 {\displaystyle \longrightarrow } [Ag(NH3)2]+ + Cl−
此外，氯化银还可用亚砷酸钠或砷酸钠鉴别。白色的氯化银与两者反应后，会分别产生黄色的亚砷酸银（Ag
3AsO
3）及红棕色的砷酸银（Ag
3AsO
4）。
{\displaystyle {\ce {3AgCl(s) + Na3AsO3(aq) -> Ag3AsO3(s) + 3NaCl(aq)}}}
{\displaystyle {\ce {3AgCl(s) +Na3AsO4(aq) -> Ag3AsO4(s) + 3NaCl(aq)}}}

## 用途

### 银量法

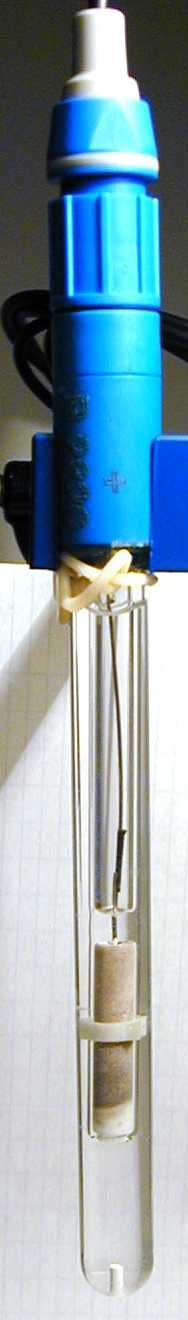
用作参比电极的氯化銀電極

银离子与氯离子反应，会产生氯化银的白色沉淀：
{\displaystyle {\ce {Ag+ (aq) + Cl^- (aq) -> AgCl (s)}}}
该反应常用于检测溶液中是否含有氯离子。由于结果明显，该反应易用于滴定，即银量法。
室温下，氯化银在水中的溶度积（Ksp）是1.77×10−10，即代表一升水只能溶解1.9 mg（{\displaystyle {\sqrt {1.77\times 10^{-10}}}\ \mathrm {mol} }）的AgCl。水溶液中氯离子的含量便可通过对产生的氯化银沉淀称重来计算。

### 氯化银电极
氯化銀在電化學中非常重要的應用是氯化銀電極。它通常是pH计中的内部参考电极，经常用作还原电位测量的参考，如用于测试海水环境中的阴极防蚀控制系统。

### 摄影
氯化银与硝酸银由于其感光性，可用于摄影。在银版摄影法中，银版会被氯化，产生氯化银薄层。明膠銀鹽印相法则需要氯化银晶体的明胶悬浊液照相。不过，随着彩色摄影的进步，这些用于黑白摄影的方法开始没落。虽然彩色摄影有时也使用氯化银，但它也只是将光转化为染料图像的介质。
此外，氯化银因为遇光会分解产生潜影，也用于制造相纸。氯化银还用于制造光致变色镜片。由于玻璃会阻止电子完全被银原子捕获，因此其变色可逆。光致变色镜片主要用于制造太阳眼镜。:83

### 抗微生物剂
氯化银纳米颗粒常用作抗微生物剂，能够杀死大肠杆菌等细菌。用作抗微生物剂的氯化银纳米颗粒可通过复分解反应，或是由真菌及植物的生物合成产生。

### 其它用途
氯化银可用于绷带与敷料。:83它还用于制造黄色的花窗玻璃与红外线仪器。

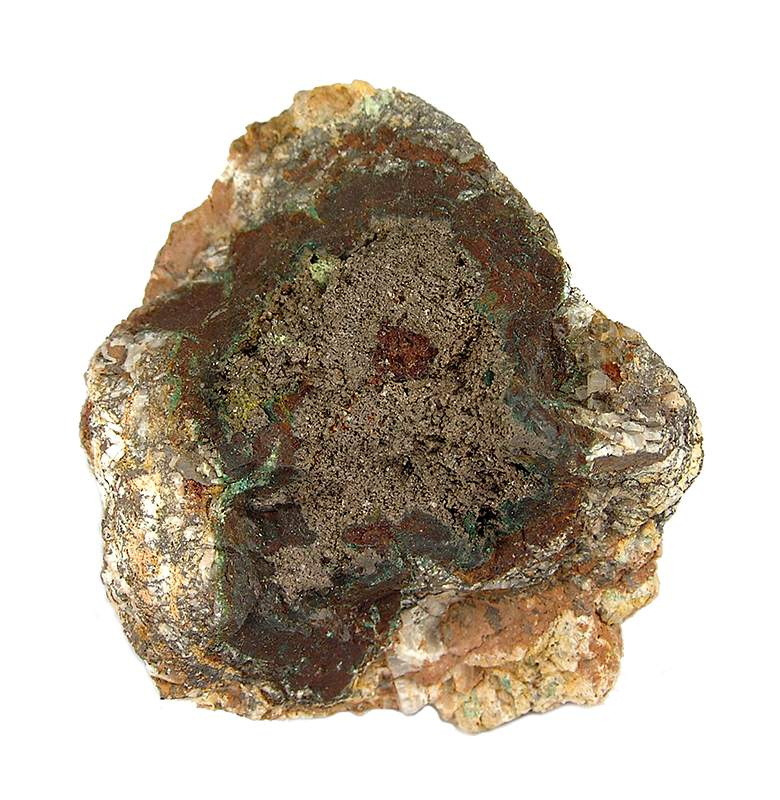
角银矿

## 自然界中的存在
氯化銀在大自然中以角銀礦的形式存在，其中的氯离子可被溴离子或碘离子取代。角银矿经过氰化法会产生[Ag(CN)2]–配合物，可用于开采银。:26

## 危害
根据ECHA的说法，氯化银会损害胎儿，对水生生物剧毒并具有长期持续影响，还可能腐蚀金属。